# Flyjet
Flyjet era uma companhia aérea charter com sede em Londres, Inglaterra, Reino Unido. Era uma subsidiária da Silverjet. Operava do Aeroporto de Manchester e do Aeroporto Internacional de Newcastle para destinos de férias no Mediterrâneo, bem como para as Ilhas Canárias.

## História
A companhia aérea foi fundada em 2002 e iniciou suas operações em junho de 2003. A SilverJet adquiriu a Flyjet em outubro de 2006. A companhia aérea continuou a operar sob a marca Flyjet. As bases em Newcastle e Manchester foram fechadas em outubro de 2007 e os dois Boeing 757-200ER foram devolvidos.
A Flyjet encerrou suas operações em 31 de outubro de 2007.

## Frota

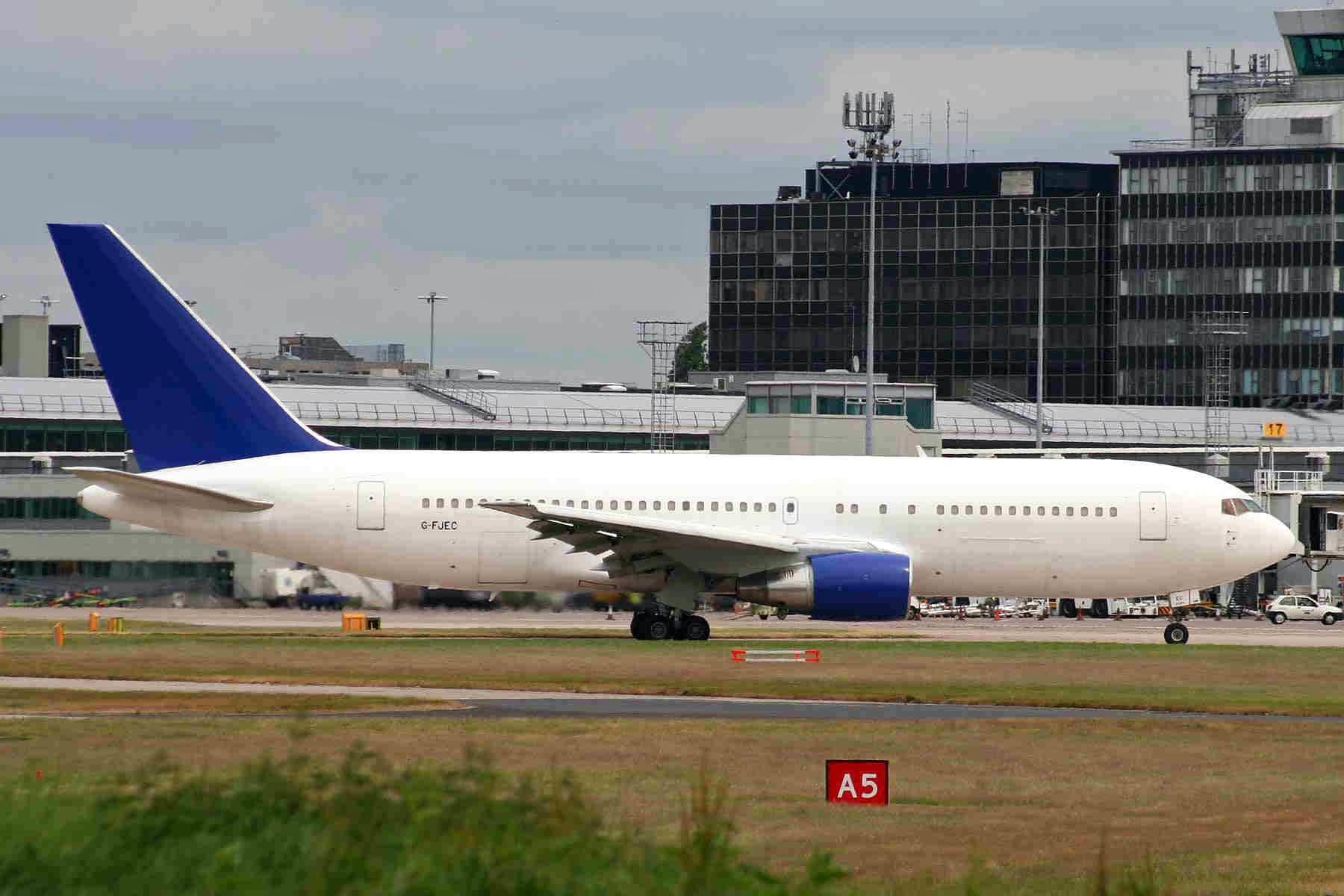
Um Boeing 767-200 da Flyjet

A frota da Flyjet consistia nas seguintes aeronaves (Janeiro de 2008):
| Aeronaves        | Total | Notas |
| ---------------- | ----- | ----- |
| Boeing 767-200ER | 3     |       |
| Boeing 757-200ER | 2     |       |
| Total            | 5     |       |